# Volkspistole
Volkspistole ist die Bezeichnung für ein Waffenbeschaffungsprogramm der NSDAP und der SS für eine halbautomatische Pistole aus der Zeit um 1944/45. Letztlich wurde ein Modell ausgewählt, dass von der Firma Walther entworfen wurde. Sie sollte in den letzten Tagen des Zweiten Weltkriegs u. a. an den Volkssturm ausgegeben werden, wurde aber nicht mehr in nennenswerten Stückzahlen produziert.

## Geschichte
Die Firma Mauser legte unter den Bezeichnungen „Gerät 25“ und „Gerät 26“ zwei Entwürfe für Volkspistolen vor, die sich nur durch den Verschluss unterschieden. Sie wurden ebenso abgelehnt wie die später als „Gerät 40“ vorgestellte Waffe und die Muster der Firma ERMA und der Gustloff- und Steyr-Werke. Die Firma Walther hatte zuerst ein Modell in Blechprägetechnik vorgelegt, das dem Colt M1911 sehr ähnlich sah und ebenso wie ein ähnliches zweites Muster abgelehnt wurde. Erst das dritte Muster mit Single-Action-Abzug fand die Zustimmung der SS, das Heereswaffenamt war nicht mehr eingebunden. Das akzeptierte Modell sollte weitgehend in Blechprägetechnik gefertigt werden, entsprach äußerlich der Walther P.38. Es konnte auch das Magazin der P.38 genutzt werden.
SS-Standartenführer und Wehrwirtschaftsführer Erich Purucker sandte Walther einen Produktionsauftrag, der erst am 4. Januar 1945 von der Firma Walther akzeptiert wurde. Die Produktion begann am 12. Februar 1945, am 30. März sollten die ersten Waffen geliefert werden. Zella-Mehlis, der Firmensitz von Walther, wurde jedoch schon am 7. April von Einheiten der 90. US-Infanterie-Division besetzt. Es haben daher wohl nur noch wenige dieser Waffen das Werk verlassen.